# Laguna Beach (Flórida)
Laguna Beach é uma Região censo-designada localizada no estado americano de Flórida, no Condado de Bay.

## Demografia
Segundo o censo americano de 2000, a sua população era de 2909 habitantes.

## Geografia
De acordo com o United States Census Bureau tem uma área de
7,0 km², dos quais 6,6 km² cobertos por terra e 0,4 km² cobertos por água. Laguna Beach localiza-se a aproximadamente 8 m acima do nível do mar.

## Localidades na vizinhança
O diagrama seguinte representa as localidades num raio de 32 km ao redor de Laguna Beach.